# 한국교통
한국교통은 부산광역시 부산진구에 있는 마을버스 운송업체이다.

## 차고지
- 부산광역시 부산진구 양지로8번길 14 (양정동) (본사)

## 운행 노선
- 부산진7번 (양정역 ~ 동의과학대학교)
- 부산진8번 (양정역 ~ 세정상업고등학교:동의의료원)
- 부산진구11번 (연산E마트 ~ 부전시장:부산시민공원.성전초등학교.전포고개경유)